# Dalma Kovács
Dalma Kovács (Braşov, 18 de mayo de 1985) es una cantante de pop-jazz y actriz rumana. Dalma se hizo muy conocida en su país natal después de que ella se convirtiese en la ganadora del programa musical de TVR 1 Faimoşii en 2007 y tras alcanzar la final nacional rumana del Festival de la Canción de Eurovisión 2009 con la canción "Love Was Never Her Friend", compuesta por el compositor rumano Marius Moga que terminó en el sexto lugar en la gran final pero que logró una gran aceptación en las listas de éxitos nacionales. En 2013 interpretó la voz en las canciones de las películas Frozen: El reino de hielo, dando voz a la reina Elsa, y en 2019 volvió a interpretar la voz en las canciones de Frozen 2, cantando las canciones Let it go e Into the unknown, nuevamente dando la voz a Elsa.

## Biografía

### Inicios en la música (1985–2009)
Dalma Kovács nació en el seno de una familia húngara y se crio junto a su hermano, Győző en la localidad rumana de Brașov, Transilvania. A temprana edad Dalma desarrolló interés en una amplia gama de estilos musicales y estudió las técnicas vocales de divas como Whitney Houston, Christina Aguilera, Celine Dion, Mariah Carey, Shania Twain y Ella Fitzgerald.
Asistió a la Şcoala Populară de Artă en Braşov entre 2000-2003. Durante este tiempo fue la vocalista líder de una banda de pop-rock llamada Vertigo. Realizaron conciertos en varias ciudades de Rumania como Braşov, Ploieşti, Constanţa, Mediaş, Medgidia, Târgovişte o Râșnov. Cuando era adolescente Dalma participó en varios concursos de música local e internacional, donde logró buenos resultados. Durante dos años después de graduarse en 2003 cantó solo jazz y estudió a varios cantantes de jazz, así como varios conciertos con su banda de jazz en Braşov.
En diciembre de 2005, Dalma visitó los Estados Unidos por primera vez para pasar seis semanas de San Francisco. Durante su estancia dio un concierto de jazz en el Forest Hill Club, donde fue invitada por la compositora Candace Forest. La compositora quedó tan sorprendida por la voz de Dalma que decidió darle un papel en el musical que estaba a punto de producir en mayo de 2006, denominado ¡Viva Concha! Rosa del Presidio. El musical se trata de una historia de amor en San Francisco de Concha, la hija del Comandante Arguello, y el explorador ruso Nikolai Rezanov. El estreno tuvo lugar en uno de los teatros más antiguos de San Francisco, el Teatro Victoria.
Desde el otoño de 2007 ha sido miembro del grupo Divertis, que actuaba en Antena 1 y Pro TV. Ella actuaba como cantante, pero en el espectáculo también actuó como actriz, sobre todo en el papel de una ciudadana húngaro que vive en Rumania. En ese mismo año Kovács continuó con sus estudios, asistiendo a la Escuela de Música Bluesound con la profesora de canto Crina Mardare, muy popular en la década de 1980. También a finales de ese mismo año, la cantante ingresó en la Facultad de Letras de la Universidad "Transilvania" de Brasov, en el departamento de inglés-húngaro.

### Eurovisión y álbum debut
Dalma participó en la final rumana del Festival de Eurovisión 2009 con la canción de jazz "Love Was Never Her Friend" y terminó en sexto lugar en la gran final que ganó Elena Gheorghe. En el otoño de 2009, Dalma participó en el festival de Mamaia con la canción "Cine-ti Canta?" («¿Quién te canta?»), escrita por Marius Moga, y acabó como segundo finalista. A principios de 2010 volvió a entrar en la final de la selección nacional para el Festival de la Canción de Eurovisión 2010, pero perdió frente a "Playing with Fire" de Paula Seling y Ovi. Su canción, "I'm Running" se convirtió en un éxito viral y algunos fanes afirmaron que la votación estaba amañada por TVR.
A principios de 2010 lanzó su primer sencillo comercial, titulado "Lovely Nerd", que no logró convertirse en un éxito y entrar en el Top 100 de Rumania, pero fue transmitido por algunas emisoras de radio convencionales. El video musical fue filmado a finales de 2009 y se estrenó a principios de 2010. Desde entonces, Dalma ha aparecido en una gran cantidad programas de televisión rumanos para promocionar su álbum debut. En noviembre de 2010, Dalma participó nuevamente en la selección del Festival de la Canción de Eurovisión 2011. Su canción, "Song for Him", acabó en el puesto 11.

## Filmografía
Película Año Papel
Frozen                       2013                 Elsa (Canciones) 
Frozen II                    2019                 Elsa (Canciones)

## Discografía
For the first time in forever         Frozen
Let it go                                          Frozen

Some things never change         Frozen II
Into the unknown                          Frozen II
Show yourself                                Frozen II
Frozen

## Premios y nominaciones

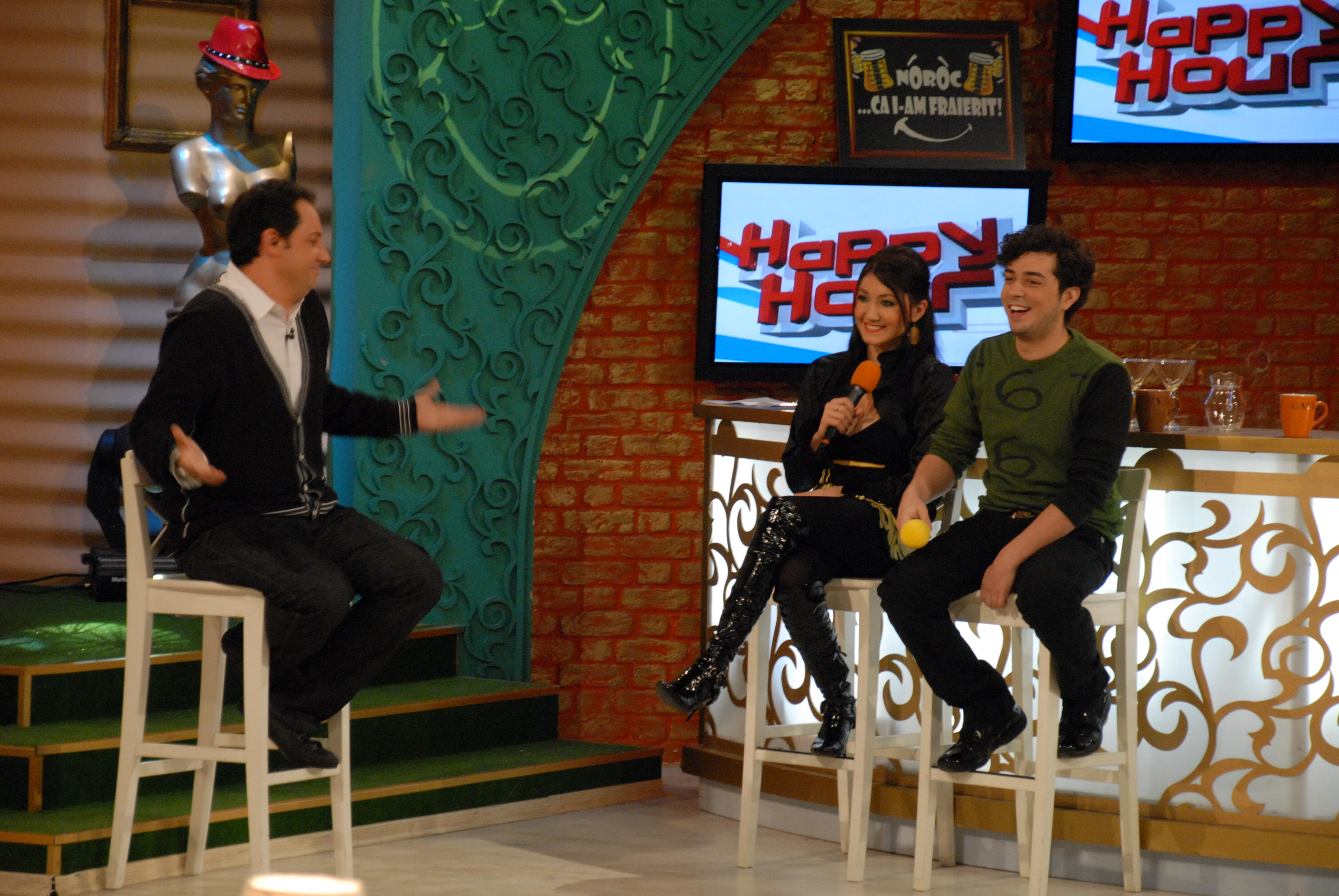
Dalma y Marius Moga en el programa de televisión Happy Hour.

Esta lista incluye los premios y nominaciones de Dalma Kovács:
| Año  | Tipo                                  | Premio                                         | Resultado |
| ---- | ------------------------------------- | ---------------------------------------------- | --------- |
| 2003 | Concurso Braşov "Gaudeamus"           | Grabación del concurso (como líder de Vertigo) | 3º        |
| 2004 | Concurso Braşov "Gaudeamus"           | Mejor actuación                                | 2º        |
| 2004 | Concurso "Pop Star" de Arad           | Mejor actuación                                | Ganador   |
| 2006 | Festival "Joy Art" de Braşov          | Mejor actuación                                | Ganador   |
| 2006 | Concurso Miercurea Ciuc "Médiabefutó" | Favorito del público                           | Ganador   |
| 2007 | Concurso "Faimoşii"                   |                                                | Ganador   |
| 2009 | Selección nacional de Eurovisión      | Para representar a Rumania en Eurovisión 2009  | 6º        |
| 2010 | Selección nacional de Eurovisión      | Para representar a Rumania en Eurovisión 2010  | 11º       |
| 2011 | Selección nacional de Eurovisión      | Para representar a Rumania en Eurovisión 2011  | 11º       |